# Diócesis de Tanjungkarang

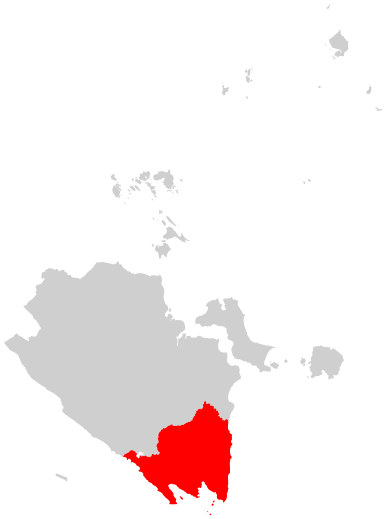
Ubicación de la Diócesis de Tanjungkarang en la Provincia Eclesiástica de Palembang.

La diócesis de Tanjungkarang (en latín: Dioecesis Tangiungkarangana y en indonesio: Keuskupan Tanjungkarang) es una circunscripción eclesiástica latina de la Iglesia católica en Indonesia, sufragánea de la arquidiócesis de Palembang. La diócesis es sede vacante desde el 3 de julio de 2021.

## Territorio y organización
La diócesis tiene 35 377 km² y extiende su jurisdicción sobre los fieles católicos de rito latino residentes en la provincia de Lampung.
La sede de la diócesis se encuentra en la ciudad de Bandar Lampung (llamada Tanjungkarang hasta 1983), en donde se halla la Catedral de Cristo Rey.
En 2020 en la diócesis existían 24 parroquias.

## Historia
La prefectura apostólica de Tandjung-Karang fue erigida el 19 de junio de 1952 con la bula Ad animorum bonum del papa Pío XII, obteniendo el territorio de la prefectura apostólica de Palembang (hoy arquidiócesis de Palembang).
El 3 de enero de 1961, la prefectura apostólica fue elevada a diócesis con la bula Quod Christus del papa Juan XXIII. Originalmente sufragánea de la arquidiócesis de Medan.
El 22 de agosto de 1973 tomó su nombre actual en virtud del decreto Cum propositum de la Congregación para la Evangelización de los Pueblos.
El 1 de julio de 2003 pasó a formar parte de la nueva provincia eclesiástica de la arquidiócesis de Palembang.

## Estadísticas
De acuerdo al Anuario Pontificio 2021 la diócesis tenía a fines de 2020 un total de 75 200 fieles bautizados.
| Año                                                                             | Población            | Población | Población      | Sacerdotes | Sacerdotes    | Sacerdotes    | Bautizados por sacerdote | Diáconos permanentes | Religiosos | Religiosos | Parroquias |
| Año                                                                             | Bautizados católicos | Total     | % de católicos | Total      | Clero secular | Clero regular | Bautizados por sacerdote | Diáconos permanentes | Varones    | Mujeres    | Parroquias |
| ------------------------------------------------------------------------------- | -------------------- | --------- | -------------- | ---------- | ------------- | ------------- | ------------------------ | -------------------- | ---------- | ---------- | ---------- |
| 1969                                                                            | 30 031               | 2 350 000 | 1.3            | 20         | 1             | 19            | 1501                     |                      | 22         | 80         | 9          |
| 1980                                                                            | 60 285               | 3 525 000 | 1.7            | 29         | 1             | 28            | 2078                     |                      | 62         | 118        | 11         |
| 1990                                                                            | 77 280               | 6 140 000 | 1.3            | 20         | 2             | 18            | 3864                     |                      | 34         | 100        | 11         |
| 1998                                                                            | 88 372               | 8 351 000 | 1.1            | 36         | 22            | 14            | 2454                     |                      | 32         | 185        | 18         |
| 2001                                                                            | 82 695               | 8 658 700 | 1.0            | 39         | 24            | 15            | 2120                     |                      | 34         | 206        | 20         |
| 2002                                                                            | 88 896               | 6 894 437 | 1.3            | 38         | 24            | 14            | 2339                     |                      | 31         | 215        | 19         |
| 2003                                                                            | 90 261               | 6 894 437 | 1.3            | 41         | 26            | 15            | 2201                     |                      | 28         | 224        | 20         |
| 2004                                                                            | 93 518               | 6 908 437 | 1.4            | 43         | 25            | 18            | 2174                     |                      | 22         | 230        | 20         |
| 2010                                                                            | 75 789               | 7 269 000 | 1.0            | 51         | 31            | 20            | 1486                     |                      | 75         | 194        | 21         |
| 2014                                                                            | 75 052               | 9 586 492 | 0.8            | 57         | 41            | 16            | 1316                     |                      | 25         | 246        | 21         |
| 2017                                                                            | 73 793               | 9 709 927 | 0.8            | 68         | 38            | 30            | 1085                     |                      | 34         | 232        | 24         |
| 2020                                                                            | 75 200               | 8 999 000 | 0.8            | 70         | 40            | 30            | 1074                     |                      | 35         | 400        | 24         |
| Fuente: Catholic-Hierarchy, que a su vez toma los datos del Anuario Pontificio. |                      |           |                |            |               |               |                          |                      |            |            |            |

## Episcopologio
- Albert Hermelink Gentiaras, S.C.I. † (27 de junio de 1952-18 de abril de 1979 retirado)
- Andreas Henrisusanta, S.C.I. † (18 de abril de 1979-6 de julio de 2012 retirado)[5]
- Yohanes Harun Yuwono (19 de julio de 2013-3 de julio de 2021 nombrado arzobispo de Palembang)
  - Sede vacante, desde 2021